# Etche
Ocrica (em ibo: Okrika) é uma área do estado de Rios, na Nigéria. Possui 805 quilômetros quadrados e segundo censo de 2016, havia 351 200 residentes. Sua capital está em Oquei.